# Przemysław Maksymiuk
Przemysław Ludwik Maksymiuk (ur. 26 lipca 1963 w Warszawie) – polski urzędnik państwowy, od 1992 zatrudniony w Urzędzie Rady Ministrów, a następnie w Kancelarii Prezesa Rady Ministrów, w latach 2016–2020 zastępca prezesa Agencji Rezerw Materiałowych, działacz opozycji demokratycznej w okresie PRL.

## Życiorys
Od 1980 roku działał w Ruchu Młodej Polski, współpracował z opozycją antykomunistyczną w Warszawie i Siedlcach (m.in. jako drukarz, kolporter, autor, redaktor i wydawca publikacji drugiego obiegu). Rozpracowywany i represjonowany przez służby specjalne PRL. Od 1982 był w składzie grupy technicznej podziemnego wydawnictwa Agencja Informacyjna „Solidarności”, następnie, po rozbiciu AI „S” przez SB, w składzie podziemnej Krajowej Agencji Terenowej (KAT). W 1985 roku wydał i rozpowszechnił pismo „Non Benon”, poświęcone ministrowi Benonowi Miśkiewiczowi, autorowi czystki przeprowadzonej na wyższych uczelniach w listopadzie 1985 roku. W latach 1984–1989 współpracownik wydawnictwa „Metrum”. W 1986 roku aresztowany m.in. wraz z Joanną Wierzbicką-Rusiecką i skazany przez sędzię Grażynę Puchalską na 1 rok więzienia w procesie grupy „KAT”. W 1987 roku, po wyjściu z więzienia był autorem i wykonawcą, we współpracy z Cezarym Kaźmierczakiem, projektu wykorzystania legalnego Towarzystwa Miłośników Podlasia do celów upowszechniania w Siedlcach kultury niezależnej. Twórca, wydawca i dziennikarz czasopisma „Nasz Czas” (biuletynu informacyjnego członków i sympatyków „Solidarności”), ukazującego się w latach 1989–1990.
Absolwent II Liceum Ogólnokształcące im. św. Królowej Jadwigi w Siedlcach. W 1988 ukończył studia magisterskie na Wydziale Historyczny Uniwersytetu Warszawskiego. Autor artykułów naukowych i popularnonaukowych dotyczących tajnej rosyjskiej policji politycznej Ochrany, rosyjskich prześladowań wobec Unitów Podlaskich, konspiracji w Siedlcach w latach 1907–1914, a także w latach 1980–1990.
W 2017 ukończył Wyższe Kursy Obronne w Akademii Sztuki Wojennej w Warszawie. Jako zastępca prezesa Agencji Rezerw Materiałowych był współtwórcą i wykonawcą pierwszego w Polsce Rządowego Programu Rezerw Strategicznych na lata 2017–2021. Dzięki efektywnej realizacji tego programu, ilość strategicznych rezerw w Polsce została znacznie zwiększona, osiągając (w ujęciu wartościowym) wzrost ponad dziesięciokrotny.

## Odznaczenia i wyróżnienia
W 2009 prezydent Lech Kaczyński nadał mu Krzyż Kawalerski Orderu Odrodzenia Polski. W 2015 odznaczony został Krzyżem Wolności i Solidarności oraz przez prezydenta Bronisława Komorowskiego Srebrnym Medalem za Długoletnią Służbę. W 2023 wyróżniony został Srebrnym Medalem za Zasługi dla Obronności Kraju. W 1989 otrzymał nagrodę „Polcul Foundation” – Niezależnej Fundacji Popierania Kultury Polskiej za zastosowanie nowych form organizacyjnych do wspierania kultury niezależnej w latach 1986–1988. W 1999 wyróżniony odznaką „Zasłużony Działacz Kultury”.